# Anton Gnirs

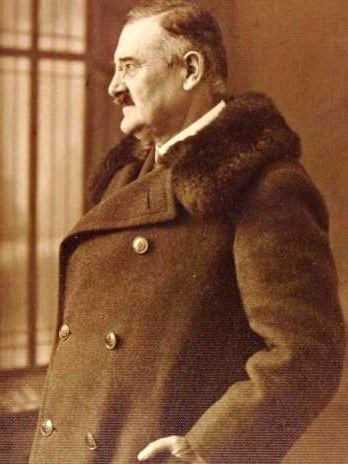
Anton Gnirs

Anton Gnirs (* 18. Januar 1873 in Saaz; † 10. Dezember 1933 in Elbogen) war ein deutsch-böhmischer Lehrer, Archäologe, Restaurator, Archivar, Historiker und Denkmalpfleger. Er gehört zu den bedeutendsten Archäologen in den Provinzen der Habsburgermonarchie. Seine Bedeutung besteht in der Erforschung und Erhaltung prähistorischer und römischer Altertümer in Istrien, der Krain sowie in Böhmen und in Mähren.

## Leben
Anton Gnirs wurde als Sohn von Anton Gnirs und seiner Frau Mathilde, geb. Schwarzbach, in Saaz geboren. Die Familie zog später nach Komotau, wo sein Vater Direktor der Nordwestböhmischen Kohle AG war. Er besuchte das Gymnasium in Komotau, wo er 1893 das Abitur (Matura) ablegte.
Danach begann er ein Studium an der deutschen Karl-Ferdinands-Universität in Prag. Er belegte zunächst die Fächer Germanistik, Geschichte und Geographie, später studierte er Kunstgeschichte, klassische Altertumswissenschaft und Archäologie. Im Jahr 1899 schloss er sein Studium mit der Lehramtsprüfung ab und war kurze Zeit Lehrer am Technikum in Pilsen.

### Istrien 1899–1918

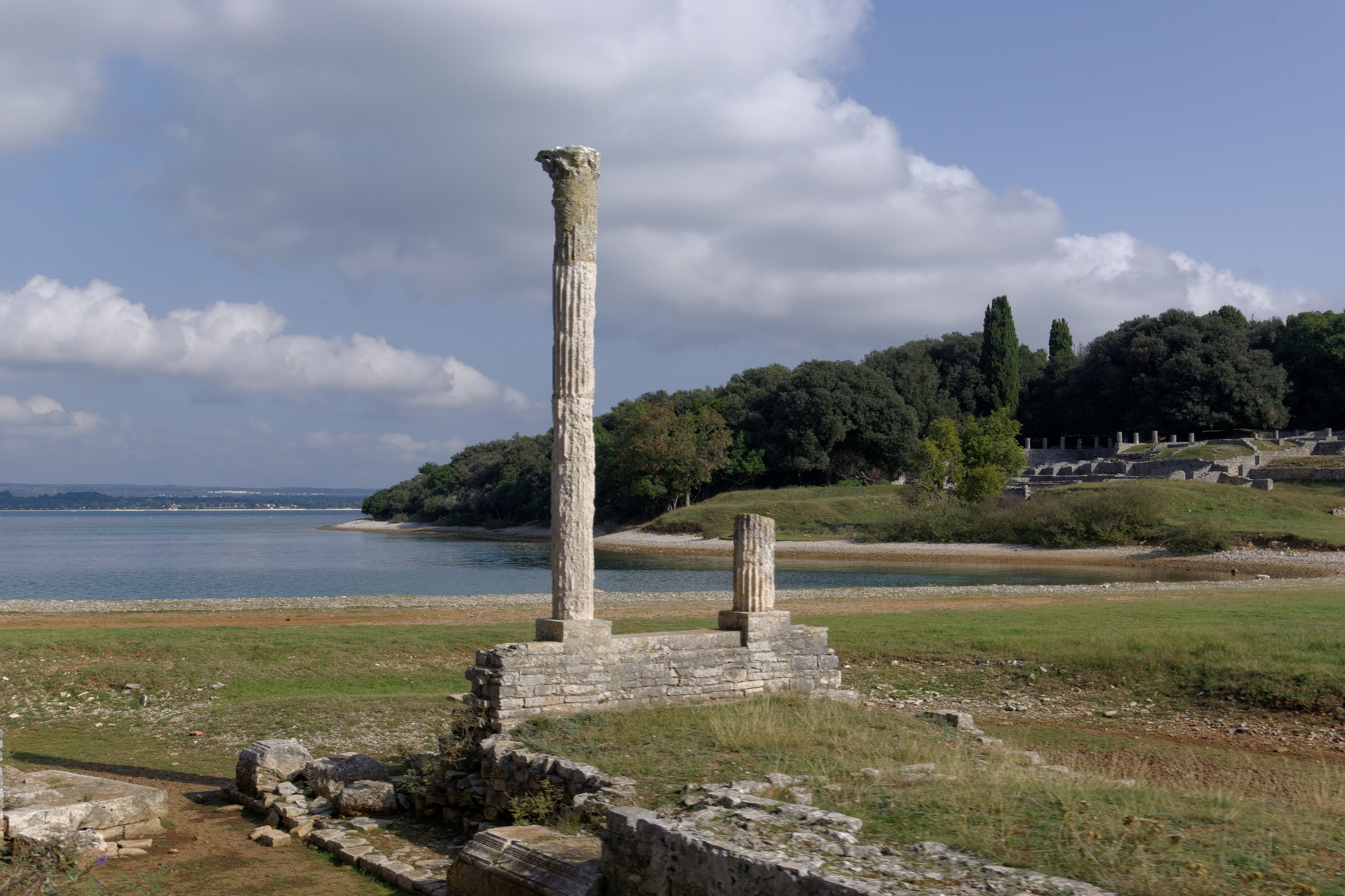
Reste einer römischen Villa auf Brioni

Im September 1899 begann er an der Marineschule in Pola zu unterrichten, ein Jahr später wurde er ordentlicher Professor. Im Jahr 1902 wurde er zum Konservator der K.k. Zentralkommission für Erforschung und Erhaltung der Kunst- und historischen Denkmale in den istrischen Bezirken Pola, Rovigno und Pisino ernannt.
Im Jahr 1903 schloss er sein Studium mit der Promotion zum Doktor der Philosophie an der Karl-Ferdinands-Universität in Prag ab und unternahm eine Studienreise durch Italien, Griechenland und Kleinasien.
Seit 1904 begann er mit Ausgrabungen in Pola, auf der Insel Brioni sowie in Fasana und Banjole.
Die wichtigsten Ausgrabungsobjekte in Pula waren die Porta Aurea und die Porta Gemina sowie das antike Theater und auf der Insel Brioni eine römisch-hellenistische Luxusvilla.
Im Jahre 1907 wurde er Professor an der staatlichen Realschule in Pola und ein Jahr später Rektor dieser Schule. Im Jahre 1909 wurde er zum Direktor der Staatlichen Antikensammlungen in Pola berufen und vom Schuldienst freigestellt, um sich ganz den archäologischen Ausgrabungen widmen zu können. Er erwarb große Verdienste bei der Bergung und Sicherung von Kunstschätzen.
Im Jahre 1912 wurde er zum Landeskonservator für Istrien mit Sitz in Pola ernannt, 1915–1918 auch für die ehemaligen Herzogtümer Kärnten und Krain mit Sitz in Ljubljana. Außerdem war er im Landesbeirat für den Wiederaufbau der Grafschaft Görz und Gradisca.
Während des Ersten Weltkrieges sicherte er die Kunstschätze in den durch die Isonzofront gefährdeten Gebieten. Nach dem Ersten Weltkrieg arbeitete er bis 1919 in der Waffenstillstandskommission in Wien mit.
Im Jahr 1917 heiratete er Margarete Stein, Tochter von Hugo Stein, vom Annahof in der Nähe von Komotau.
Seine reichen Forschungsergebnisse aus Istrien von der Frühgeschichte bis zur Dogenzeit Venedigs hat er in zahlreichen Abhandlungen der verschiedenen Institute in Wien fortlaufend veröffentlicht.
Daneben widmete er sich bis 1918 auch der Erforschung früher christlicher Baudenkmäler, wobei er starke Beziehungen zur ländlichen Baukunst der Römer feststellen konnte. Noch während des Krieges konnte er in Aquileia die monumentalen Mosaikflächen der Basilika freilegen, eine christliche Kultanlage aus konstantinischer Zeit aufdecken und die Ergebnisse veröffentlichen.

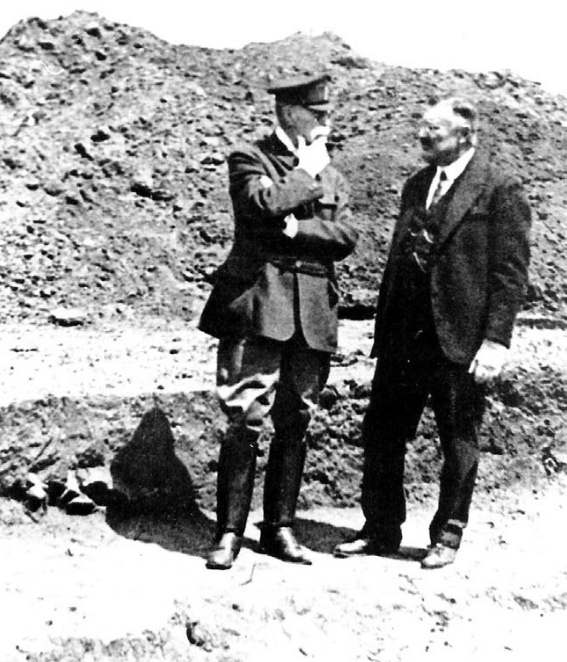
Anton Gnirs und Präsident Tomáš Garrigue Masaryk bei den Ausgrabungen in Mušov 1928

Die wichtigsten Arbeitsergebnisse von Anton Gnirs von 1901 bis 1918 waren (laut Hans Klein in einer Bibliographie von 1931):
- Die Untersuchung von Anlagen der ländlichen Baukunst der Römer, und zwar von der kleinen Wirtschaftszelle der „villa rustica“ bis zur großen Herrschaftsvilla des ersten nachchristlichen Jahrhunderts. Dazu führte er Ausgrabungen an den römischen Villen von Val Catena, Val Bandon und in Medolino durch. Dabei gelang es ihm, Fundamente von Tempeln, Hallenfronten, Hafenanlagen und anderen Gebäuden, sowie die antiken Einrichtungen einer technisch vollendeten Wasserversorgung freizulegen.
- Zwischen 1902 und 1907 beschäftigte er sich mit Fragen der seit historischen Zeiten feststellbaren Strandverschiebungen der Adria, wobei die Ergebnisse dieser Forschungen in den Veröffentlichungen der Wiener Geographischen Gesellschaft veröffentlicht wurden.
- In den Jahren bis 1914 konnte er – bedingt durch die starke Bautätigkeit in Pola – zahlreiche archäologische Funde freilegen, z. B. einen vorrömischen Begräbnisplatz und ein hellenistisches Bühnentheater aus augusteischer Zeit am Nordabhang des Kapitols.

### Tschechoslowakei 1918–1933

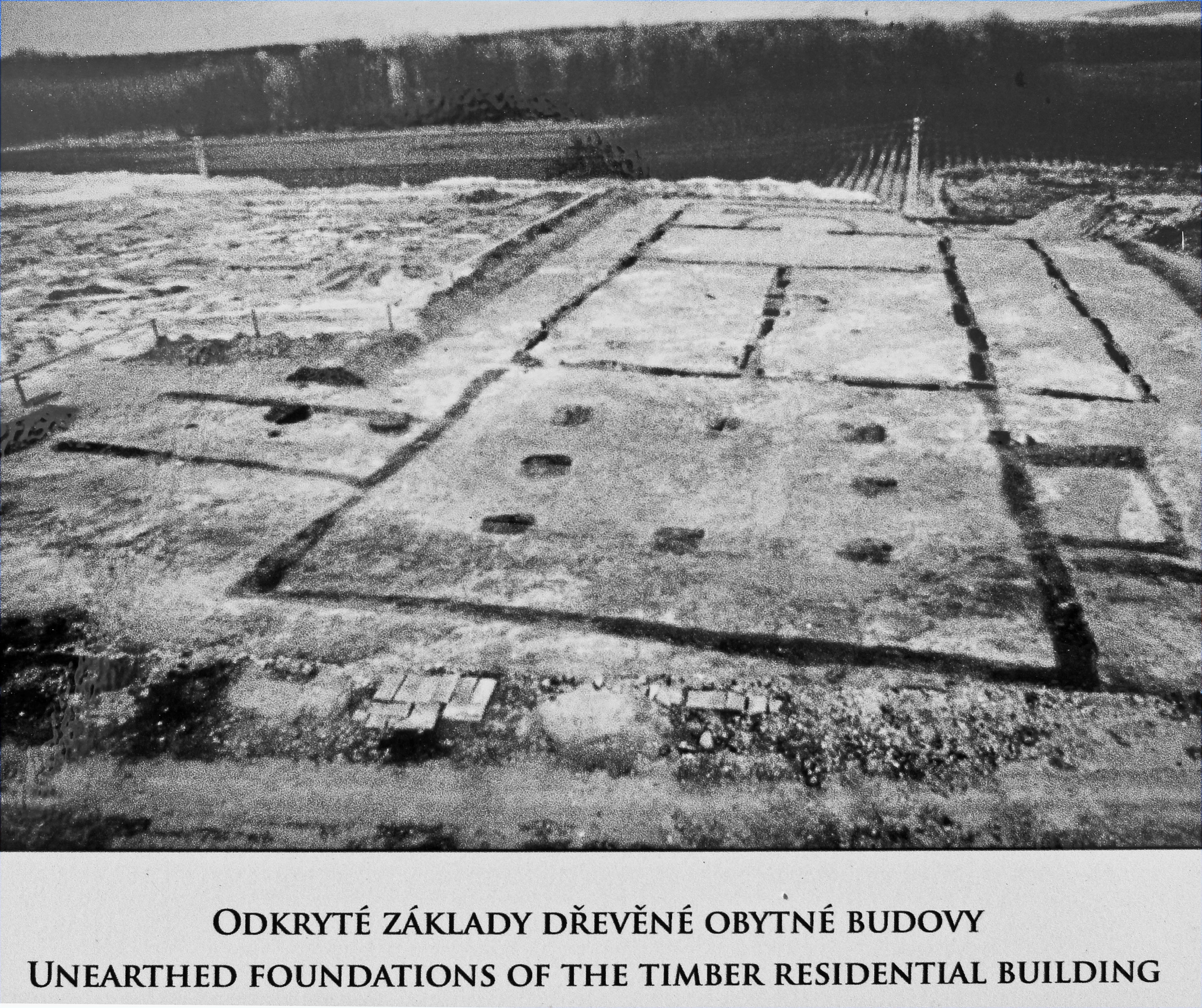
Ausgrabungen eines römischen Militärlagers in Mušov (Muschau) in Mähren

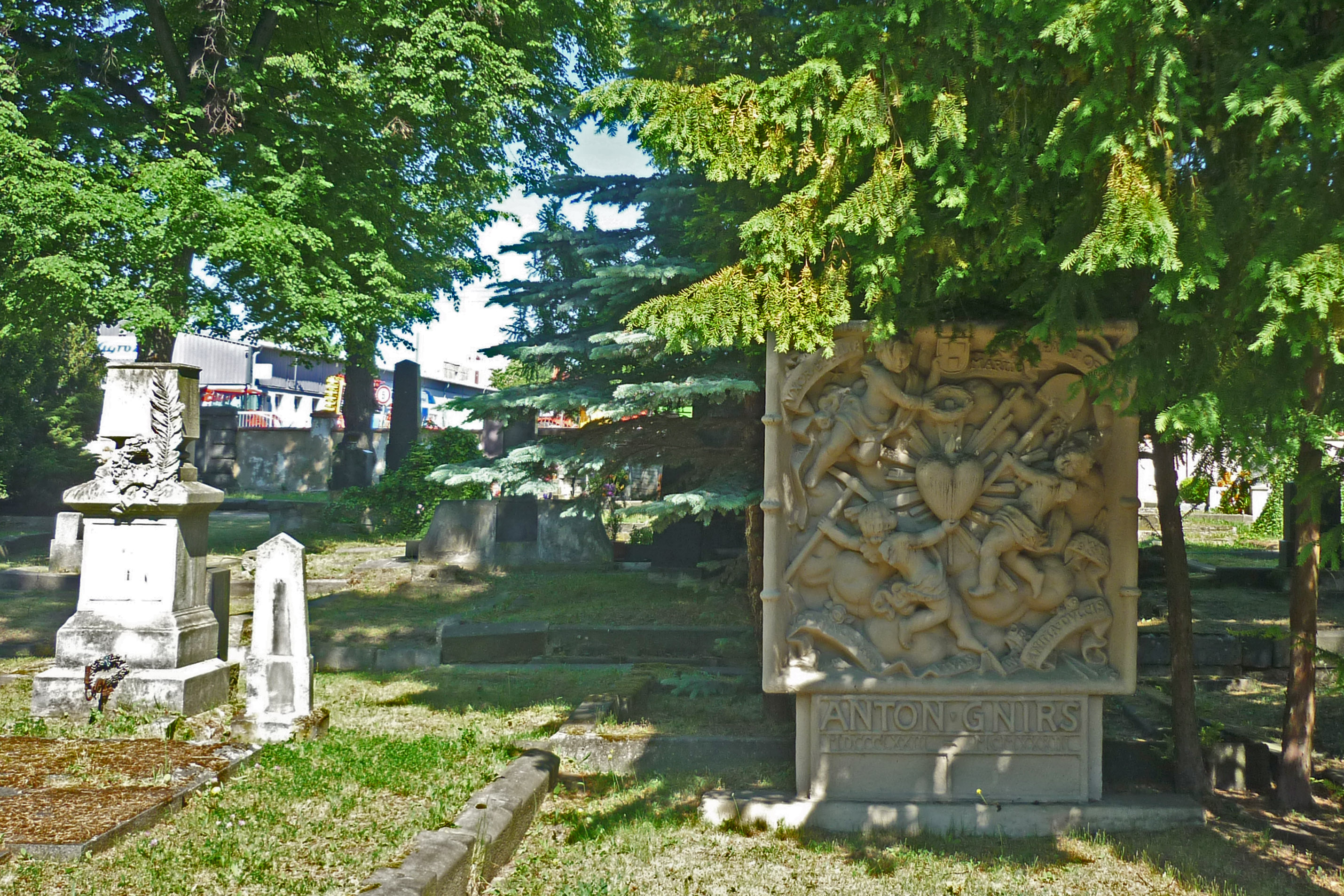
Grabstätte von Anton Gnirs auf dem Friedhof in Komotau

Im Jahr 1919 kehrte er in seine Heimat zurück und wurde von der tschechoslowakischen Regierung in den Schuldienst übernommen. Ab 1. September 1919 begann er seine Tätigkeit als Professor für deutsche Geschichte und Geographie an der staatlichen Realschule in Elbogen. Hier entwickelte er verschiedene kulturelle Aktivitäten. Er gründete 1921 die Stadtbibliothek und wurde 1923 Direktor des Stadtmuseums und des Stadtarchivs.
Im Jahr 1925 erhielt er vom tschechoslowakischen Kultusministerium eine Freistellung, um sich seinen wissenschaftlichen Arbeiten widmen zu können und für das Tschechoslowakische Archäologische Institut bei den Ausgrabungen prähistorischer und antiker Fundstätten in der Tschechoslowakei mitzuwirken. Ausgrabungsorte waren u. a.:
- Schlada bei Franzensbad (Kupferzeit und Bronzezeit) von 1926 bis 1930
- Sirmitz, Ortsteil von Franzensbad, (Spätbronzezeit) von 1929 bis 1930
- Hradisko (Burgstall) in der Nähe des Dorfes Mušov (Muschau) in Südmähren (Reste eines römischen Lagers aus dem 2. Jhdt. und römischer Einrichtungen im südmährischen Limes-Vorland) von 1927 bis 1928
- Stupava (Stampfen) in der Slowakei
- Burg Cheb (archäologische Arbeiten auf der Burg) von 1930 bis 1933
- prähistorischen Stätten in Westböhmen (1933)

Er starb am 10. Dezember 1933 in Elbogen und wurde in der Familiengruft der Familie Stein auf dem Stadtfriedhof in Komotau begraben. Im Jahre 1935 wurde auf seinem Grab ein Grabstein des Bildhauers Willy Ruß errichtet.
Einige erhaltene Manuskripte bearbeitete und veröffentlichte seine Tochter, die Kunsthistorikerin Anna Gnirs (1918–1998), nach 1945 in Deutschland.  

## Mitgliedschaften und Ehrungen
- Mitglied des Österreichischen Archäologischen Instituts in Wien (1901)
- korrespondierendes Mitglied der Société française d’archéologie in Paris (1906)
- Mitglied des Deutschen Archäologischen Instituts in Berlin (korrespondierendes Mitglied 1912, ordentliches Mitglied 1921)
- Gründungsmitglied des Verbandes der deutschen ethnographischen Museen in der Tschechoslowakei (1923)
- Mitglied des Archäologischen Instituts in Prag (1925)
- Mitglied der deutschen Gesellschaft der Wissenschaften und Künste in Prag
- Mitglied des Vereins für Geschichte der Deutschen in Böhmen
- Ritterkreuz des Franz-Joseph-Ordens
- Inhaber des kgl. sächsischen Albrechts-Ordens
- Ehrenbürger von Karlsbad

## Veröffentlichungen (Auswahl)
Siehe das vollständige Schriftenverzeichnis in: Anton Gnirs: Beiträge zur Geschichte und Geographie Böhmens und Mährens in der Zeit des Imperium Romanum. Herausgegeben von Anna Gnirs. Bonn: Wissenschaftliches Archiv, 1976, S. 141–152.
- Das östliche Germanien und seine Verkehrswege in der Darstellung des Ptolemaeus. Ein Beitrag zur alten Geographie von Germanien (Prager Studien aus dem Gebiete der Geschichtswissenschaft). Prag: Rohlíček und Sievers, 1898.
- Das Gebiet der Halbinsel Istrien in der antiken Überlieferung. In: Jahresbericht der k. u. k. Marine-Unterrealschule in Pola 1901/1902. Pola 1902.
- Frühe christliche Kultanlagen im südlichen Istrien. In: Jahrbuch des Kunsthistorischen Institutes der k. k. Zentral-Kommission für Denkmalpflege 5 (1911), S. 1–48.
- Pola. Ein Führer durch die antiken Baudenkmäler und Sammlungen. Wien 1915.
- Österreichs Kampf für sein Südland am Isonzo 1615–1617. Als eine Chronik des zweiten Friauler Krieges nach zeitgenössischen Quellen. Wien 1916.
- Alte und neue Kirchenglocken: Mit Beitragen zur Geschichte des Glockengusses und seiner Meister in den Gebieten nördlich wie südlich des Ostalpenlandes und an der Adria. Karlsbad, Leipzig: W. Heinisch, 1924.
- Karlsbad in seiner ältesten Vergangenheit. Überlieferungen, Denkmale und Urkunden. Karlsbad, Leipzig: W. Heinisch, 1925 (Nachdruck, Freiburg: Freiburger-Echo-Verlag, 2001, ISBN 3-86028-057-0).
- Istria praeromana. Beiträge zur Geschichte der frühesten und vorrömischen Kulturen an den Küsten der nördlichen Adria. Karlsbad 1925.
- Eine Bergchronik der Städte Schlaggenwald und Elbogen. Elbogen 1926.
- Topographie der historischen und Kunst-Denkmale. Band 43: Der politische Bezirk Elbogen. Prag: Deutsche Gesellschaft der Wissenschaften und Künste für die Tschechoslowakische Republik, 1927.
- Elbogen bei Karlsbad. Eine Geschichte der alten Bauten, der Denkmale und des Kunsthandwerks in dieser Stadt. Brünn 1928.
- Die römischen Schutzbezirke an der oberen Donau: Ein Beitrag zur Topographie Böhmens und Mährens in der Zeit des Imperiums. Augsburg, Wien: Dr. Benno Filser Verlag, 1929.
- Karlsbader Geschichtsquellen in den älteren Ratsschriften der Stadt Elbogen. Als Beiträge zur Sozial- und Wirtschaftsgeschichte der Kurstadt für die Zeit des 16.–18. Jahrhundert. Karlsbad 1929.
- Alte Sagen aus dem Elbogener Ländchen. Karlsbad 1930.
- Hans Heiling. Die Sagen und Geschichte der Felsen im Elbogener Egertale bei Karlsbad. Brünn 1930.
- Paralipomena aus Istrien und Aquileia. Wien: Alfred Hölder, 1930.
- Quellenverehrung und Quellenopfer: Ein Beitrag zur Vorgeschichte der böhmischen Mineralquellen. Karlsbad: Walther Heinisch, 1930.
- Římská stanice na Mušově [Das römische Legionslager in Muschau]. Praha 1931.
- Topographie der historischen und kunstgeschichtlichen Denkmale in den Bezirken Tepl und Marienbad. Augsburg: Dr. Benno Filser, 1932.
- Petschau. Geschichte und Bauwerk einer Burg und der unter ihrem Schutze entstandenen bürgerlichen Siedlung. Augsburg: Dr. Benno Filser, 1932.
- Das ehemalige herzoglich sächsisch-lauenburgische und markgräflich badische Amtsarchiv aus dem Schlosse zu Theusing in Böhmen. Brünn 1933.
- Beiträge zur Geschichte und Geographie Böhmens und Mährens in der Zeit des Imperium Romanum. Herausgegeben von Anna Gnirs; Geleitwort von Harald von Petrikovits. Bonn: Wissenschaftliches Archiv, 1976.
- Topographie der historischen und kunstgeschichtlichen Denkmale in dem Bezirke Karlsbad (Prag 1933). München: R. Oldenbourg Verlag, 1996, ISBN 3-486-56170-7.